# Henriette de Gaulle
Henriette de Gaulle, née Henriette de Montalembert de Cers le 1er janvier 1929 à Bourg-en-Bresse et morte le 22 juin 2014 à Neuilly-sur-Seine, est l'épouse de l’amiral Philippe de Gaulle et la belle-fille du général Charles de Gaulle.

## Biographie

### Origines
Elle est la filleule de Henri d'Orléans, comte de Paris (1908-1999). Elle passe son enfance dans la résidence familiale des Montalembert, le château de la Cueille, situé dans le hameau de Poncin.
Elle est rattachée à la famille de Montalembert.
Elle est la fille de Roger de Montelembert de Cers et de Isaure de Dartein. Son grand père le marquis Marie Casimir René se marie en 1883 à Lyon avec Marie Claudia Eugénie Chavent née à Lyon, mais originaire de Cerdon (Ain). Il est mort pour la France le 24 mars 1916. Sa sépulture est à Cerdon[à vérifier].

### Mariage
Le 30 décembre 1947, elle épouse Philippe de Gaulle (1921-2024) à Poncin (Ain) . Le mariage religieux est béni par l'amiral Georges Thierry d'Argenlieu (en religion : père Louis de la Trinité, carme déchaux) en la chapelle du château d'Épierre (Ain) à Cerdon le 31 décembre 1947. 

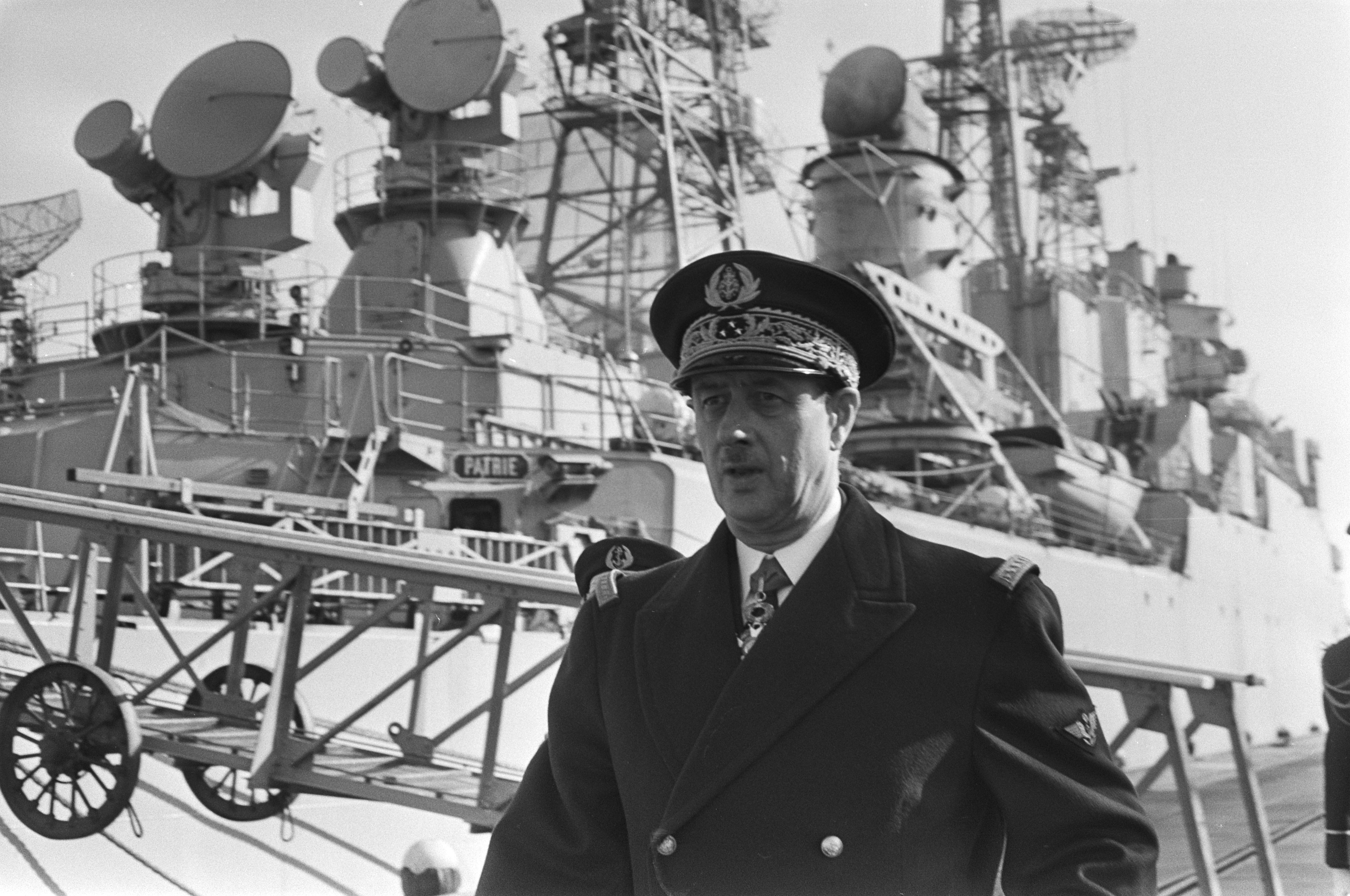
L'amiral Philippe de Gaulle en 1976.

Le couple a eu quatre fils, et en novembre 2020, six petits-enfants et deux arrière-petits-enfants :
- Charles Roger René Jacques de Gaulle (Dijon, 25 septembre 1948), avocat d'affaires, d'abord parlementaire européen sous les étiquettes UDF et RPR, il rejoint en mai 1999[7] le Front national ;
- Yves Michel Louis Henri de Gaulle (Rabat au Maroc, 1er septembre 1951), énarque, secrétaire général de GDF-SUEZ, conseiller d'État[8] ;
- Jean Philippe Olivier Pierre de Gaulle (Bourg-en-Bresse, 13 juin 1953), ancien député des Deux-Sèvres et de Paris (1986-2007, démissionnaire), il est nommé conseiller-maître à la Cour des comptes ;
- Pierre Louis Charles François de Gaulle (Suresnes, 20 juin 1963).